# ユルゲン・シュパールヴァッサー
ユルゲン・シュパールヴァッサー（Jürgen Sparwasser, 1948年6月4日 -）は、ドイツ（旧東ドイツ）出身の元サッカー選手、サッカー指導者。選手時代のポジションはMF。

## 経歴
クラブでは1966年から1979年まで一貫して1.FCマクデブルクでプレーを続け、1974年のUEFAカップウィナーズカップ制覇に貢献した。
東ドイツ代表としては国際Aマッチ53試合出場15得点を記録した。1972年ミュンヘンオリンピック銅メダル獲得に貢献。1974年のFIFAワールドカップ・西ドイツ大会では6試合に出場、1次リーグ第3戦の西ドイツ戦では後半35分にエーリッヒ・ハマンのロングパスから決勝点を決め、この政治的意味合いの強い試合の勝利に貢献し名声を得た。
しかし、この歴史的な勝利により有名となった彼は共産主義政府に息苦しさを感じる様になり、引退後の1988年に西ドイツへ亡命した。その後は1988年から1989年までアイントラハト・フランクフルトのアシスタントコーチ、1990年から1991年までSVダルムシュタット98のヘッドコーチを務めた。